# شون سكوت (مخرج)
شون سكوت (بالإنجليزية: Shaun Scott)‏ هو مخرج أمريكي، ولد في 8 نوفمبر 1984.